# Styloniscus australiensis
Styloniscus australiensis là một loài chân đều trong họ Styloniscidae. Loài này được Vandel miêu tả khoa học năm 1973.